# Kim Eun-jung
Kim Eun-jung (Uiseong-gun, 29 de noviembre de 1990), apodada Annie es una curler surcoreana. Es la skip de la selección surcoreana de curling, equipo que ganó la medalla de plata en los Juegos Olímpicos de Pieonchang 2018.

## Carrera deportiva
Kim comenzó a practicar curling cuando todavía era una estudiante secundaria, luego de que el gobierno de Uiseong-gun, su ciudad natal, construyó un centro de curling.
Participando como skip del seleccionado surcoreano en el Campeonato de Curling Asia-Pacífico Juvenil, Kim logró tres medallas de plata seguidas, en las ediciones 2010, 2011 y 2012.
Tras el campeonato juvenil en 2012, Kim obtuvo su primer título no juvenil durante el Campeonato de Curling Surcoreano. En el Campeonato de Curling Asia-Palcífico de 2012, Kim obtuvo la medalla de bronce.
En abril de 2014 el equipo de Kim volvería a consagrarse con el campeonato nacional, y obtendría la medalla de plata en el campeonato Asia-Pacífico.
En abril de 2016 Kim obtuvo su tercer campeonato nacional, y por primera vez obtuvo la medalla de oro en el campeonato Asia-Pacífico venciendo a la selección china por 5-3. Esta victoria le permitió a su equipo participar por primera vez en el Campeonato Mundial Femenino de Curling de 2017, sin embargo, el equipo fue eliminado en la ronda de todos contra todos, finalizando en el sexto puesto.
En mayo de 2017, Kim defendió su título nacional lo que le permitió clasificar para los Juegos Olímpicos de Pieonchang 2018 junto a sus compañeras Kim Kyeong-ae, Kim Seon-yeong, Kim Yeong-mi y Kim Cho-hi. Anteriormente no habían logrado clasificar a los Juegos Olímpicos de Sochi 2014 debido a que fueron derrotadas en el campeonato nacional de 2013.
Durante su debut olímpico, el equipo de Kim se hizo famoso por sus buenas actuaciones a pesar de entrar en el torneo como underdogs y sus reacciones faciales. Fueron apodadas las "Chicas de Ajo", debido a que la ciudad de donde son originarias, se destaca por su producción de ajo. Debido a que todas las integrantes del equipo compartían el mismo nombre, decidieron apodarse según nombres de su comida favorita en inglés, Kim Eun-jung fue apodada "Annie" debido a una conocida marca de yogur, Kim Kyeong-ae fue apodada "Steak", Kim Seon-yeong fue apodada "Sunny", mientras que Kim Yeong-mi fue apodada "Pancake" y Kim Cho-hi fue asignada como "Chocho".
El equipo terminó primero en la ronda de todos contra todos, con solo una derrota y venciendo a los equipos favoritos de Canadá y Suecia, venciendo al equipo japonés en las semifinales, pero siendo finalmente derrotadas por el equipo sueco en la final.

## Vida personal
Kim estudió en la Secundaria para mujeres de Uiseong-gun, donde comenzaría a practicar curling. Más adelante se graduaría de la Universidad de Daegu.